# Leucania angulifera
Leucania angulifera är en fjärilsart som beskrevs av Moore 1881. Leucania angulifera ingår i släktet Leucania och familjen nattflyn. Inga underarter finns listade i Catalogue of Life.